# Nancy Kovack
Nancy Kovack (Flint, Míchigan,11 de marzo de 1935) es una actriz estadounidense de cine clásico de los sesenta recordada por su papel de Medea en la película de 1963 Jasón y los argonautas.

## Trayectoria artística

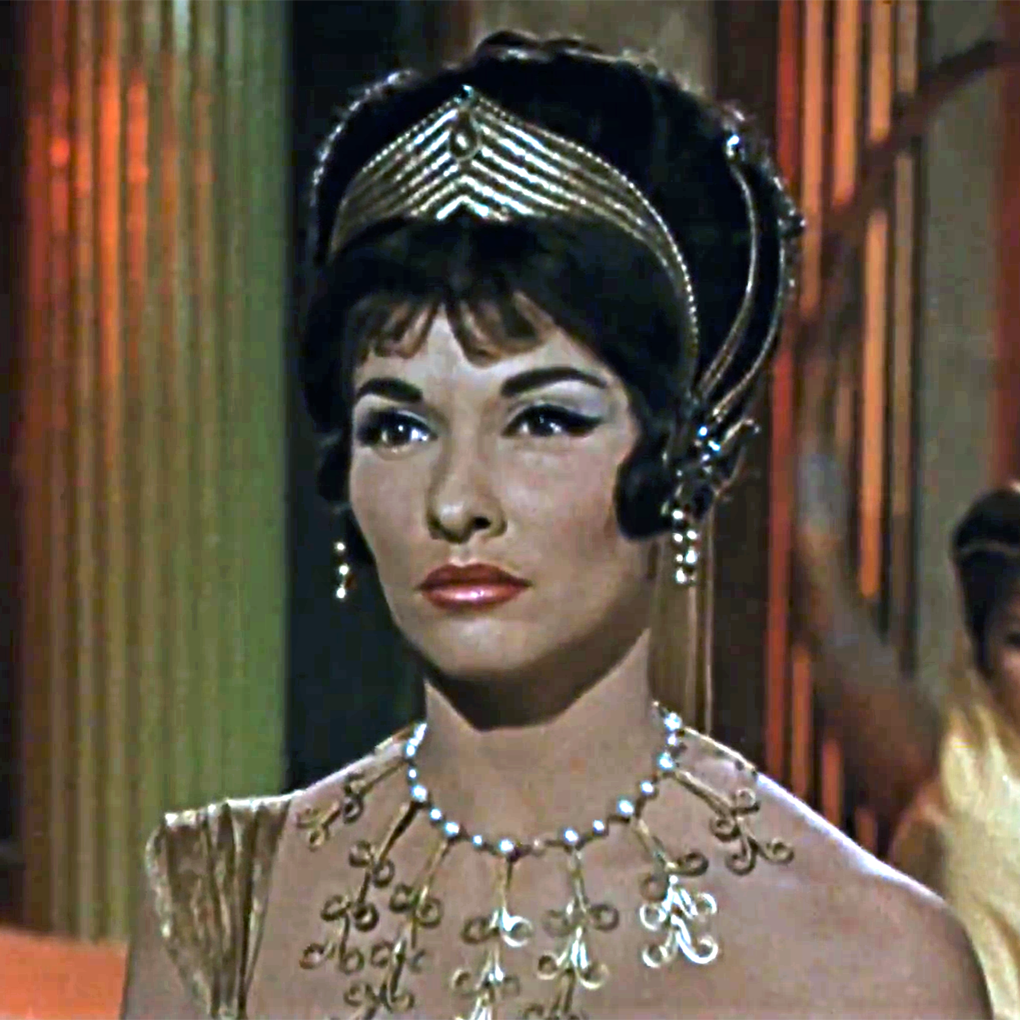
Escena de Jasón y los Argonautas.

Nancy Kovack  y se graduó a los 19 años. Dueña de una gran belleza de estilo mediterráneo, a la edad de 20 años ya había ganado hasta ocho títulos de belleza.
Kovack se interesó en la actuación cuando se trasladó a Nueva York para asistir a una boda, y se convirtió en uno de los Glea para Jackie Gleason. Kovack intervino desde entonces en un buen número de episodios de series de televisión como Star Trek, Bewitched (interpretando a la ex-prometida de Darren Stephens y némesis de Samantha, Sheila Sommers), Batman (episodios 5 y 6), I Dream of Jeannie, Perry Mason, El agente de CIPOL, Burke's Law y el episodio piloto de Bewitched. En 1969 fue nominada para un premio Emmy por su intervención en Mannix.
En teatro trabajó en Broadway, representando la obra El desencantado.
Kovack empezó a obtener papeles en películas de Hollywood, en particular como la alta sacerdotisa Medea en Jasón y los argonautas (1963). También tuvo papeles en Un extraño en mi vida (Strangers When We Meet) (1960); Diary of a Madman (1963), con Vincent Price; The Outlaw Is Coming (1965), con The Three Stooges; Sylvia (1965); The Silencers (1966); Tarzán y el Valle de oro (1966); y la película de Elvis Presley Frankie and Johnny (1966).
Su último papel en la gran pantalla fue en Marooned (1969), un drama de ciencia ficción. 
Después de su posterior matrimonio, Kovack redujo su actividad profesional frente a la dedicación a su familia, aunque siguió actuando algunos años más en la televisión. 
Interpretó a la víctima de asesinato Monica Gray en el episodio piloto de la serie de TV Ellery Queen, también conocido como Too Many Suspects, en el año 1975. Kovack aparecería acreditada como Nancy Mehta, debido a su matrimonio con el director de orquesta Zubin Mehta.

### Vida personal
En 1969, Kovack se casó con Zubin Mehta, director de orquesta hindú-estadounidense en una ceremonia basada en el Zoroastrismo en el hotel Bel-Air de Los Ángeles. Su luna de miel fue en el Pacífico Sur.
Alejada progresivamente del mundo artístico, Kovack reside con su marido en Brentwood, California y Toscana, Italia. Hasta 2006, Mehta y Kovack pasaron algunos meses del año en Múnich, Alemania, donde Zubin Mehta fue el director musical de la ópera estatal de Baviera. Mehta es actualmente director musical de la Orquesta Filarmónica de Israel y el director principal de la Ópera de Valencia. Además, participa en el festival anual de Maggio Musicale de Florencia.
Nancy Kovack es conocida en Hollywood por sus fuertes creencias religiosas cristianas basadas en las doctrinas de la Iglesia Metodista Unida, en tanto que Zubin Mehta no es cristiano practicante. El matrimonio ha tenido dos hijos.
Susan McDougal (conocida por la controversia del caso Whitewater) trabajó como asistente personal y contable de Kovack a principios de los 90. Una vez finalizado el trabajo de McDougal para Kovack, esta tomaría acciones legales contra su asistente, por presuntamente haber malversado su fortuna. McDougal fue acusada de un total de doce cargos en 1998, pero fue absuelta finalmente de todos ellos.
Kovack mantiene negocios de alquiler de casas de lujo. Tony Bennett, al parecer, regularmente arrienda su lujosa casa en Italia algunos meses al año y reside actualmente en Múnich, Baviera, Alemania, junto a su esposo.

## Filmografía
- The United States Steel Hour .... Julie Gwynne (2 episodios, 1959-1960) (Serie de TV)
- Strangers When We Meet (1960) .... Marcia
- Cry for Happy (1961) .... Camille Cameron
- Number Please (1961) (Serie de TV)
- The Wild Westerners (1962) .... Rose Sharon
- Diary of a Madman (1963) .... Odette Mallotte
- Jasón y los argonautas (1963) .... Medea
- Kraft Suspense Theatre .... Melinda Davis (1 episodio, 1963) (Serie de TV)
- The Alfred Hitchcock Hour .... Karen Osterman (1 episodio, 1964) (Serie de TV)
- 12 O'Clock High .... Teniente Irene Cooper (1 episodio, 1964) (Serie de TV)
- Bob Hope Presents the Chrysler Theatre .... Sheila DeNault (1 episodio, 1964) (Serie de TV)
- Viaje al fondo del mar .... Monique (1 episodio, 1964) (Serie de TV)
- The Outlaw Is Coming (1965) .... Annie Oakley
- Sylvia (1965) .... Big Shirley
- Burke's Law .... Alistair (4 episodios, 1963-1965) (Serie de TV)
- The Great Sioux Massacre (1965) .... Libbie Custer
- I Dream of Jeannie .... Rita Mitchell (1 episodio, 1965) (Serie de TV)
- Honey West .... Nicole Prideaux (1 episodio, 1965) (Serie de TV)
- Almas 33 (1966)
- Batman .... Queenie (episodios 5 y 6, 1966) (Serie de TV)
- Perry Mason .... Carla Rinaldi (2 episodios, 1963-1966) (Serie de TV)
- The Silencers (1966) .... Barbara
- The Wackiest Ship in the Army (1 episodio, 1966) (Serie de TV)
- El agente de CIPOL .... Miss Flostone (2 episodios, 1965-1966) (Serie de Tv)
- Frankie and Johnny (1966) .... Nellie Bly
- Tarzan and the Valley of Gold (1966) .... Sophia Renault
- Vacation Playhouse .... Teniente Sue Chamberlain (1 episodio, 1966) (Serie de TV)
- Off We Go (1966) .... Lt. Sue Chamberlain (TV)
- Enter Laughing (1967) .... Linda, también conocida como Miss B
- I Spy .... Bronwyn (1 episodio, 1967) (Serie de TV)
- Los invasores .... June Murray (1 episodio: "Task Force", 1967) (Serie de TV)
- Shab-e-fereshtegan (1968)
- Star Trek episodio "A Private Little War" .... Nona (1 episodio, 1968) (Serie de TV)
- The F.B.I. .... Ava Ritter (2 episodios, 1966-1968) (Serie de TV)
- Mis adorables sobrinos .... Michelle Reid (1 episodio, 1968) (Serie de TV)
- Audacia es el juego .... Linda Mathews (1 episodio, 1969) (Serie de TV)
- Superagente 86 .... Sonja (1 episodio, 1969) (Serie de TV)
- Bewitched .... Clio Vanita / Sheila Sommers (5 episodios, 1964-1969) (Serie de TV)
- Hawaii Five-O .... Alexandra (1 episodio, 1969) (Serie de TV)
- It Takes a Thief .... Jaimie McQue (2 episodios, 1968-1969) (Serie de TV)
- Insight (1 episodio, 1969) (Serie de TV)
- Marooned (1969) .... Teresa Stone
- Love, American Style .... Shirley (episodio "Love and the Rug", 1971) (Serie de TV)
- Mannix .... Barbara (3 episodios, 1969-1973) (Serie de TV)
- Ellery Queen (1975) .... Mónica Gray (Película para TV) (acreditada como Nancy Mehta)
- The Invisible Man .... Carolyn Klae (1 episodio, 1975) (Serie de TV)
- Bronk .... Mrs. Marsh (1 episodio, 1976) (Serie de TV)
- Cannon .... Charlotte Farley (1 episodio, 1976) (Serie de TV)